# Gold (canção de Imagine Dragons)
"Gold" é uma canção da banda norte-americana de rock Imagine Dragons. A canção foi lançada no dia 16 de dezembro de 2014, para ser single do álbum Smoke + Mirrors. A canção foi escrita pelos membros do Imagine Dragons (Ben McKee, Daniel Platzman, Dan Reynolds e Wayne Sermon) com ajuda de Alex da Kid. O vídeo da música foi lançado no dia 21 de janeiro de 2015. A música é usada pelo FX para promover o app FX Now, e pelo Discovery Channel para o show Gold Rush temporada 6 Premiere.

## Sobre a letra
Juntamente com "Hopeless Opus" e "I'm So Sorry" do álbum Smoke + Mirrors, a música fala das lutas do cantor Dan Reynolds contra a depressão.

## Posições nas parada
| Paradas                                   | Posições |
| ----------------------------------------- | -------- |
| Estados Unidos Hot Rock Songs (Billboard) | 12       |